# Zajčji Vrh
Zajčji Vrh este o localitate din comuna Črnomelj, Slovenia, cu o populație de 17 locuitori.